# Peter F. Bermel
Peter Frank Bermel (* 1. Dezember 1927 in New York City, New York; † 21. Oktober 2017) war ein US-amerikanischer Kartograf und Topografieingenieur. Er war in unterschiedlicher Funktion für den United States Geological Survey (USGS) insbesondere in Antarktika tätig. Die Benennung einer Reihe geografischer Objekte geht auf Bermel zurück.

## Leben
Bermel graduierte 1948 als Bachelor of Science im Fachbereich Bauingenieurwesen an der School of Mines and Metallurgy der University of Missouri in Rolla. Bereits in seiner Studienzeit arbeitete er als Feldforschungsassistent beim USGS, in dessen Hierarchie er, unterbrochen durch seinen Militärdienst bei der United States Army zwischen 1953 und 1960, bis zur Position des stellvertretenden Direktors aller dortigen Forschungsprogramme aufstieg. Diese Funktion nahm er ab 1983 ein.
Gemeinsam mit dem Geologen Arthur B. Ford leitete er von 1960 bis 1961 eine Mannschaft zur Erkundung der Thiel Mountains im Marie-Byrd-Land. Zwischen 1962 und 1963 unternahm er in der Ross Dependency einschließlich des Viktorialands geodätische Untersuchungen im Gebiet vom Kap Hallett bis zu den Wilson Hills sowie vom Beardmore-Gletscher bis zu den Horlick Mountains. Diese Forschungsreisen führten zur Entdeckung, Erfassung und Benennung einer Reihe geografischer Objekte. Bermel selbst ist Namensgeber für das Bermel Escarpment und die Bermel-Halbinsel.
Bermel war seit 1962 Mitglied des Explorers Club. Seit 1973 leitete er das Pan American Institute of Geography and History. Ab 1979 gehörte er dem Advisory Committee on Antarctic Names an, dessen Leitung er zwischen 1993 und 1994 übernahm. US-Präsident George H. W. Bush verlieh ihm den Meritorious Civilian Service Award, das US-Innenministerium den Secretary’s Distinguished Service Award.